# TopTVZ
O TopTVZ é o site de letras e vídeos de música do '''Multishow''', canal de tv paga da Globosat Programadora Ltda. Lançado no dia 10 de maio de 2010, possui mais de 1 milhão de músicas e leva o nome de um dos programas do canal, o '''Top TVZ''' (aos sábados às 10h e 19h, canal 42 Net/Sky). Seus diferenciais em relação aos principais concorrentes (Vagalume e Letras.mus.br) são os vídeos de qualidade superior e as votações em diversos tipos de rankings musicais, como características de artistas e estilos de situação das músicas. Além disso, o site também possui uma editoria de notícias de música.
Os top artistas são qualificados pelos usuários em votações de 12 características diversas - "original", "fake", "figuraça", "mala", "sexy", "tem estilo", "brega", "polêmico", "se acha", "clássico", "fofura" e "pra cima" - e as top músicas em votações de 10 estilos de situação - (música boa pra) "cantar", "namorar", "relaxar", "surtar", "levantar", "balada", "sexo", "malhar", "viajar" e "deprê".
O site também possui um aplicativo de eleição dos artistas favoritos na rede social Orkut.